# Sam Peckinpah
David Samuel "Sam" Peckinpah (21. februar 1925 – 28. december 1984) var en amerikansk filminstruktør. 

## Biografi
Sam Peckinpah var født i Fresno, Californien, hvor han også gik i skole Han brugte imidlertid det meste af sin tid på at pjække med sin bror og lege cowboys. Han meldte sig i 1943 til hæren og blev udstationeret i Kina som støttetrop. På trods af at hans tjeneste ikke indebar direkte kamp, var han vidne til krigshandlinger mellem de kinesiske og japanske tropper. Efter krigen gik han på college tog i 1950 en Master på USC.

## Karriere
Han arbejde oprindelig som manuskriptforfatter og instruktør på western-tv-serier som Gunsmoke og The Rifleman. Han blev i starten efter De red efter guld (Ride the High Country) anset for at være John Fords arvtager inden for westerns, men i de tidlige 1960'ere fik han i Hollywood et ry for at være filmverdenens enfant terrible. Hans spillefilm blev efterhånden kritiseret for at være unødvendigt voldelige, men han mente selv, at de netop ved deres ekstreme voldelighed talte en anti-voldelig sag. Teknisk var de innovative og utraditionelle for deres tid; han var en pioner i sin brug af slowmotion og hurtig klipning.
Peckinpahs kritikere angreb måden volden i hans film var fremstillet på; den var en katarsis-handling for helten, som var nødvendig for at lukke de sår, der blev åbnet i løbet af filmen. Dette var der en del sandhed i, men lige så ofte var hans film helt uden helte; de viste en verden, der kun var befolket af ofre og skurke.
Peckinpah havde et alkohol- og stofmisbrug, og var en brysk person at være i nærheden af, både for hans elskerinder, skuespillere og producenter. Under optagelser til Major Dundee (1965) skulle Charlton Heston efter sigende have truet med at slå Peckinpah med sin kavalerisabel, hvis han ikke holdt op med at kritisere alt han gjorde. I midten af 1970'erne blev Peckinpah afhængig af kokain, og stoffet gjorde ham stadig mere paranoid og førte til et mentalt sammenbrud. Han døde i Inglewood, Californien af et hjertestop i an alder af 59. 
Han bliver anset som en af de mest originale filminstruktører i 1970'ernes Hollywood.

## Filmografi
- 1961 Hævneren fra Gila City (The Deadly Companions)
- 1962 De red efter guld (Ride the High Country)
- 1965 Major Dundee
- 1969 Den vilde bande (The Wild Bunch)
- 1970 Cable Hogue - præriens tørstige mand (The Ballad of Cable Hogue)
- 1971 Køterne (Straw Dogs)
- 1972 The Getaway
- 1972 Junior Bonner - kørende cowboy (Junior Bonner)
- 1973 Pat Garrett og Billy the Kid (Pat Garrett and Billy the Kid)
- 1974 Bring mig Alfredo Garcias hoved (Bring Me the Head of Alfredo Garcia)
- 1975 The Killer Elite
- 1977 Jernkorset - og sergent Steiner (Cross of Iron)
- 1978 Convoy
- 1983 Den blodige weekend (The Osterman Weekend)